# Хилл, Лес
Лес Хилл (род.1 августа 1973 года) — австралийский актер, сыгравший во многих локальных фильмах и сериалах, включая Спецотдел по спасению, Домой и в путь и Тёмная сторона.

## Биография
Хилл родился в Рэндвике, Новый Южный Уэльс 1 августа 1973 года. Посещал среднюю школу Prairiewood, откуда за плохое поведение его отчислили. У Хилла есть младшая сестра — Ребекка.

## Актерская карьера
Лес присоединился к актерскому составу Домой и в путь в роли Блейка Дина. Это помогло ему завести друзей в актерской среде.
В фильме Флирт ему пришлось сыграть впервые полностью голым.
Хилл исполнял одну из главных ролей в картине «Пиратский остров» 1991 г. Этот детский фильм был необыкновенно популярен в России в начале 1990-х гг. и неоднократно повторялся по центральным каналам по многочисленным просьбам юных телезрителей.
Лес также известен своей ролью преступного авторитета Джейсона Морана в сериале 2008 г. «Темная сторона».
В 1997 году он снялся в роли Гранта Крозье в сериале Pacific Drive.
Хилл также снялся в сериале «Зверь» Питера Бенчли.
В апреле 2014 г. было объявлено, что Хилл присоединился к актерскому составу Wonderland в роли Макса Салиба.